# Kanba-Wasserfall
Der Kanba-Wasserfall (japanisch 神庭の滝, Kanba-no-taki) ist ein Wasserfall in der Präfektur Okayama. Er hat eine Fallhöhe von 110 m bei einer Breite von ca. 20 m und steht auf der 1990 vom Umweltministerium aufgestellten Liste der Top-100-Wasserfälle Japans. Der nächstgelegene Ort ist Maniwa.
Vom Kanba-Wasserfall aus fließt das Wasser den Kanba entlang nach Südosten in den Asahi, der weiter im Südosten in die Kojima-Bucht der Seto-Inlandsee mündet.